# Miklós Kürti
Nikolaus Kurti (po węgiersku: Kürti Miklós) (ur. 1908, Budapeszt zm. 24 listopada 1998) – węgierski fizyk.

## Życiorys
Kürti uczęszczał do gimnazjum Minta w Budapeszcie, studiował na Sorbonie w Paryżu, doktoryzował się z dziedzinie fizyki niskich temperatur w Berlinie, u profesora Franza Simona. Po przejęciu władzy przez Hitlera musiał opuścić wraz ze swoim mentorem Niemcy. Obaj udali się do Anglii, gdzie Kürti kontynuował pracę naukową w Clarendon Laboratorium na Uniwersytecie Oksfordzkim.
W czasie II wojny światowej pracował wraz z innymi węgierskimi uczonymi w Stany Zjednoczone przy projekcie budowy bomby atomowej. Po zakończeniu wojny w 1945 wrócił do Oksfordu. W 1956 uzyskał laboratoryjnie wraz z prof. Simonem temperaturę bliską zera bezwzględnego (1 mikrokelwin). W latach 1965–1967 był wiceprezydentem The Royal Society.
W 1967 r. został prof. fizyki w Oksfordzie, i pozostał nim do emerytury w 1975. Oprócz tego był profesorem wizytującym na City College w Nowym Jorku, Berkeley University w Kalifornii, i Amherst College w Massachusetts.